# لقطة (العراق)
لقطة هي شُعيب ومنطقة عراقية في ناحية بصية بقضاء السلمان بمحافظة المثنى بصحراء الدبدبة، بالبادية العراقية جنوب العراق.